# Michael Mittermeier

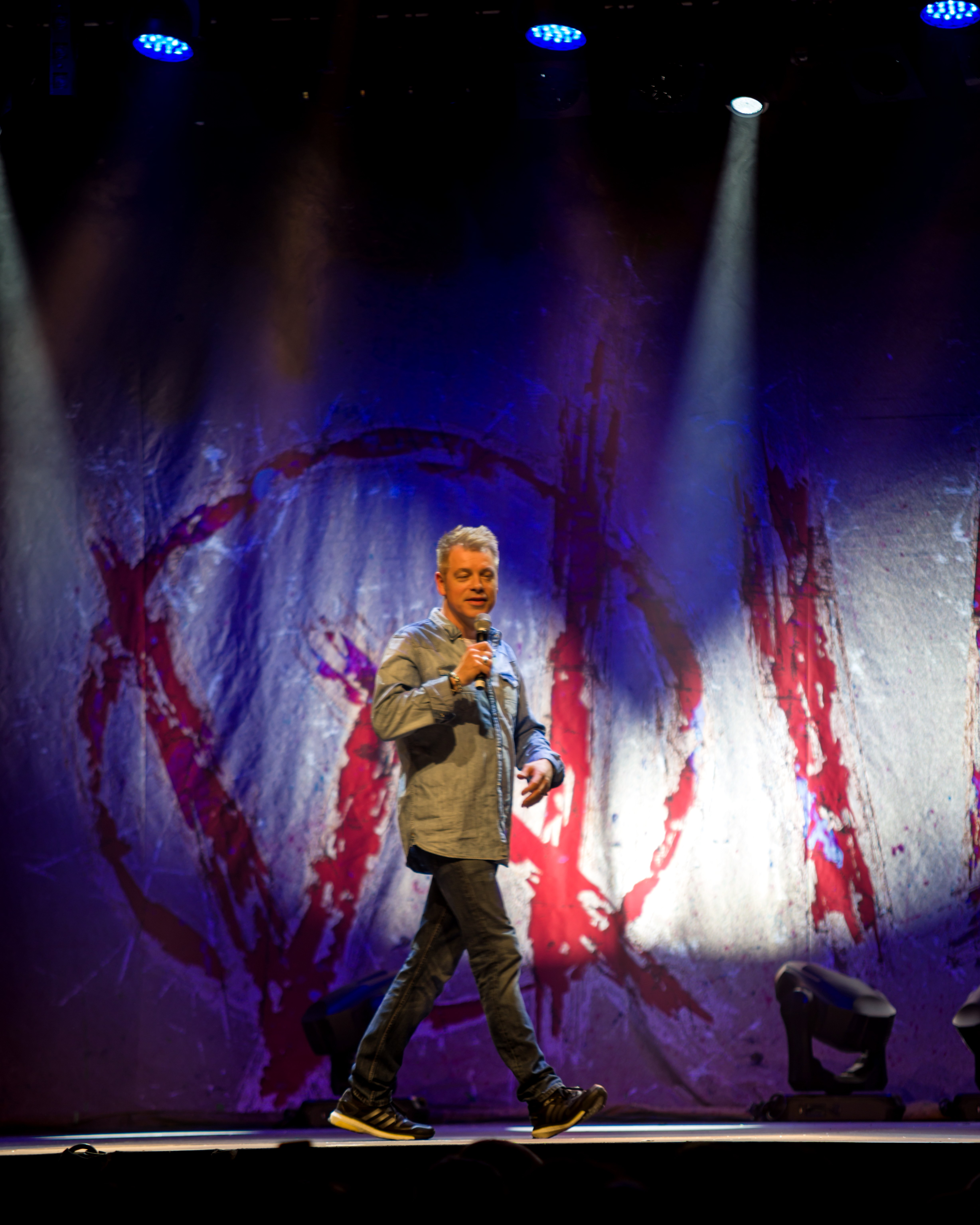
Michael Mittermeier. Sátor Fesztivál 2017 Freiburg, Németország

Michael Mittermeier (Dorfen, 1966. április 3. –) német humorista.

## Élete
Amerikanisztikát tanult Münchenben a Lajos–Miksa Egyetemen (Ludwig-Maximilians-Universität), ahol 1994-ben diplomázott. Diplomamunkáját az amerikai stand-up comedy műfajból írta.
Pályafutása elején 1992-től kezdve a híres Quatsch Comedy Club nevű kabaré-klubban lépett fel Berlinben, amelynek társtulajdonosa és a mai napig rendszeres vendége.
Német nyelvterületen a Zapped című programjával vált széles körben ismertté 1996-ban, amelyben különböző televíziós műsorokat és reklámfilmeket figurázott ki.
A további színpadi műsorai a Wahnsinnlich (1990), a Back to Life (2002), a Paranoid (2004), a Stand Up! – Freestyle-Comedy mit Michael Mittermeier (2007) voltak, amelyek mind hatalmas sikert arattak. A legtöbb műsora többször is futott a német kereskedelmi csatornákon, valamint megjelent CD-n és DVD-n is.
2001-ben a Guano Apes nevű német zenekarral felvette a Kumba Yo! című dalt.
2004 és 2005 között az Amerikai Egyesült Államokban vendégszerepelt, ahol különböző New York-i klubokban adta elő kabaréműsorait angol nyelven.
Safari című színpadi műsorának bemutatója 2007 októberében volt Münchenben. Két évvel később, 2009 őszén ismét új műsorral indult turnéra Achtung Baby! címmel.
Mittermeier 1998 óta nős, felesége az 1969-ben született Gudrun Altwang fizikus, aki Németországban Somersault néven énekesnőként is ismert. Első gyermekük 2008. január 1-jén született.

## Fontosabb lemezek
- 1990: wahnsinnlich
- 1996: Zapped! – Ein TV-Junkie knallt durch
- 2000: Back To Life
- 2001: Mittermeier & Friends
- 2004: Paranoid
- 2008: Safari
- 2010: Achtung Baby